# Aburina rectangulata
Aburina rectangulata là một loài bướm đêm trong họ Noctuidae.